# Brian Horton
Jonathan Brian Horton (* 1975 oder 1976; † 15. September 2022) war ein US-amerikanischer Jazzmusiker (Sopran- und Tenorsaxophon, Komposition, auch Flöte) und Hochschullehrer.

## Leben und Wirken
Horton, der aus Kinston (North Carolina) stammte, hat zunächst Abschlüsse in Musik an der North Carolina Central University (Bachelor of Arts 1997, Bachelor of Music) und dem Queens College (Master of Arts)  erworben, bevor er 2017 an der University of North Texas über kulturelle Symbolismen in der Filmmusik von Terence Blanchard promovierte.
Horton spielte ab den frühen 2000er-Jahren mit Musikern wie Winard Harper, Snoop Dogg, Kodiak Brinks, Baron Tymas, ab 2015 mit der University of North Texas Two O'Clock Lab Band, für die er auch komponierte. Er trat außerdem mit den Jazzgrößen Clark Terry, Wycliffe Gordon, Carrie Smith, Roland Hanna und Frank Wess auf. Mit seinem Brian Horton Trio und Quartett tourte er durch die Vereinigten Staaten und international, unter anderem unter der Schirmherrschaft von Jazz at Lincoln Center durch die Türkei, Kasachstan, Aserbaidschan und Usbekistan. Im Bereich des Jazz war er laut Tom Lord zwischen 2000 und 2015 an sechs Aufnahmesessions beteiligt, zuletzt mit der Keith Karns Big Band featuring Rich Perry.
Horton ist Empfänger des North Carolina Arts Council Fellowship 2019 für Musikkomposition. Er komponierte und arrangierte für Delfeayo Marsalis, Nnenna Freelon und das Ellis Marsalis Center for Music (Silverbook Project, Vol. II). Seine Musik fand Verwendung in zahlreichen interdisziplinären Kollaborationen, etwa mit dem Produzenten Just Blaze, dem amerikanischen Banjo-Folkloristen Dom Flemons, mehreren unabhängigen Dokumentarfilmen für die Universitäten von Columbia und Stanford, Regisseur Spike Lee (Jackie Robinson Tribute) und des Bildenden Künstlers Torkwase Dyson für die National Alliance of African and African American Support Groups, Atlanta. 
Horton unterrichtete als Assistant Professor an der University of North Carolina Central in Durham (North Carolina) im Fachbereich für Musik, wo er dem Jazzstudiengang vorstand und das NCCU Jazz Ensemble leitete. Zuletzt führte Horton das NCCU Jazz Ensemble zu einem Top-3-Ergebnis bei der Jack Rudin Jazz Championship 2022 im Jazz at Lincoln Center in New York City.